# Armenisches Eisenbahnmuseum

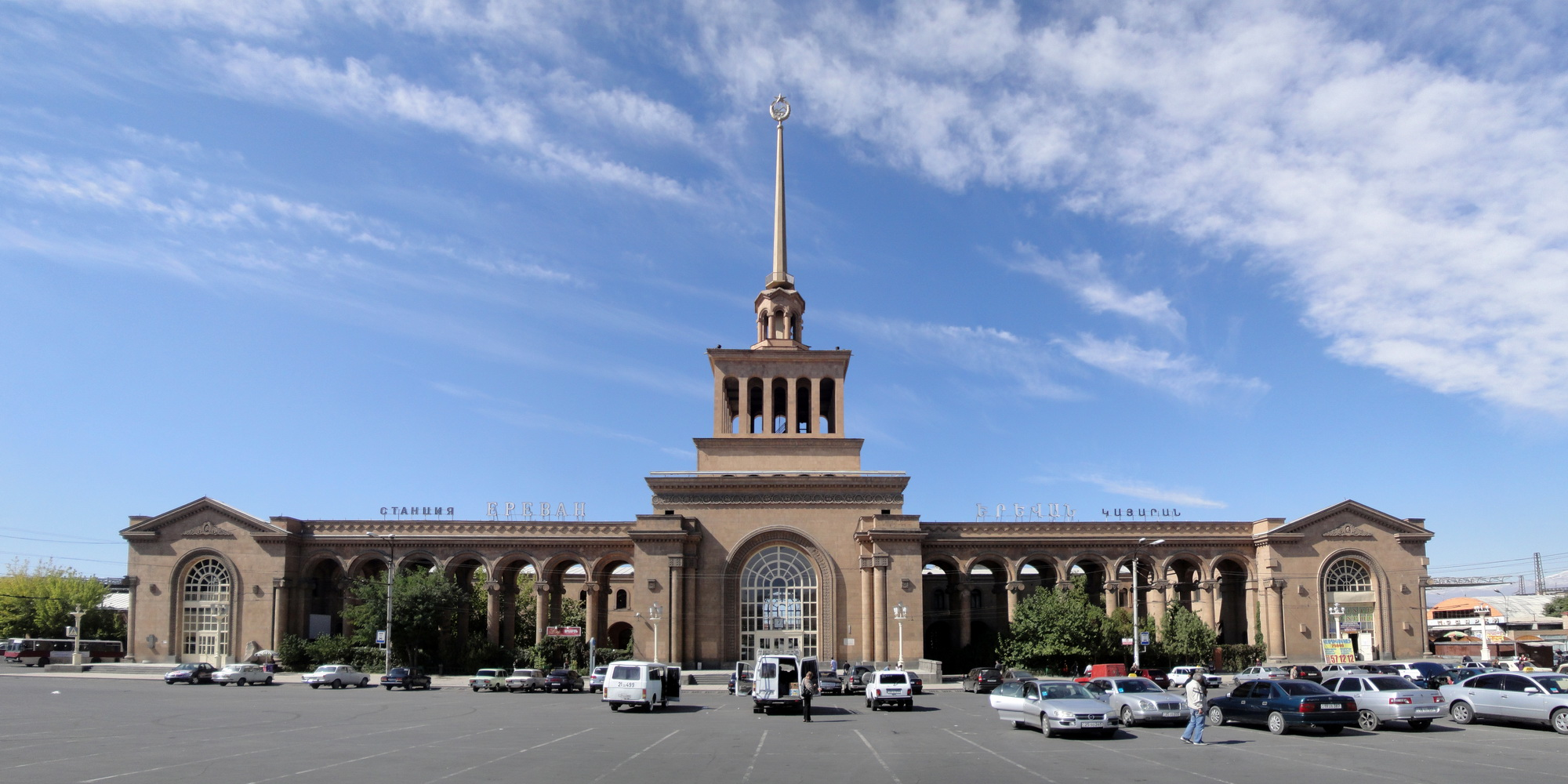
Bahnhof Jerewan

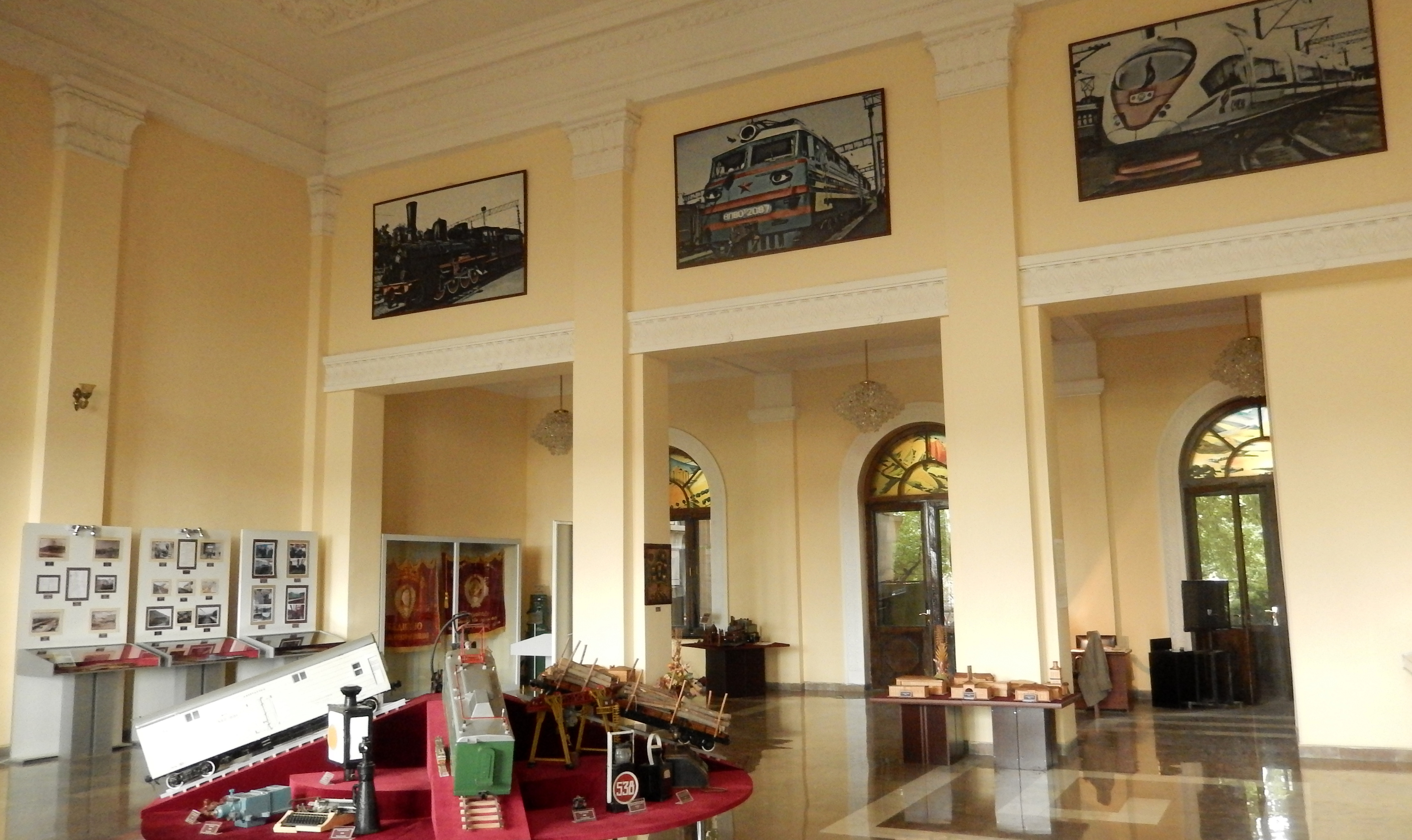
Blick in das Eisenbahnmuseum

Das Armenische Eisenbahnmuseum (armenisch Հայաստանի երկաթուղու թանգարան) ist ein Eisenbahnmuseum in der armenischen Hauptstadt Jerewan. Es befindet sich im Gebäude des Bahnhofs Jerewan.

## Geschichte
Das Armenische Eisenbahnmuseum wurde am 31. Juli 2009 aus Anlass des am 2. August gefeierten Internationalen Eisenbahntags im Gebäude des Hauptbahnhofs Jerewan eröffnet. Das Museum präsentiert die Geschichte der armenischen Eisenbahn von 1896 bis zur Gegenwart. Ungefähr die Hälfte der Exponate wurde dem Museum von russischen Eisenbahngesellschaften gespendet.

## Exponate
Das Museum verfügt über zehn Abteilungen, von denen jede einen bestimmten Abschnitt der armenischen Eisenbahngeschichte darstellt. Es sind Miniaturmodelle von Lokomotiven und Waggons, Eisenbahnausrüstung, Bahnstreckenmodelle sowie Bilder und Poster der jeweiligen Zeit ausgestellt. Die Ausstellung umfasst auch Kopien historischer Dokumente zum Bau von Eisenbahnübergängen in Armenien und Fotos von historischen Eisenbahnzügen. Mehrere größere Objekte befinden sich in einem Garten neben dem Museum. Eine Lokomotive der 1930er Jahre mit der Nummer Эш705-46 sowie ein Eisenbahnwagen für die Personenbeförderung zur Zeit des Baus des Kaukasus-Eisenbahnsystems stehen auf einem nicht genutzten Gleis des Bahnhofs.

## Galerie
Nachfolgende Bilder zeigen einige Exponate des Armenischen Eisenbahnmuseums:

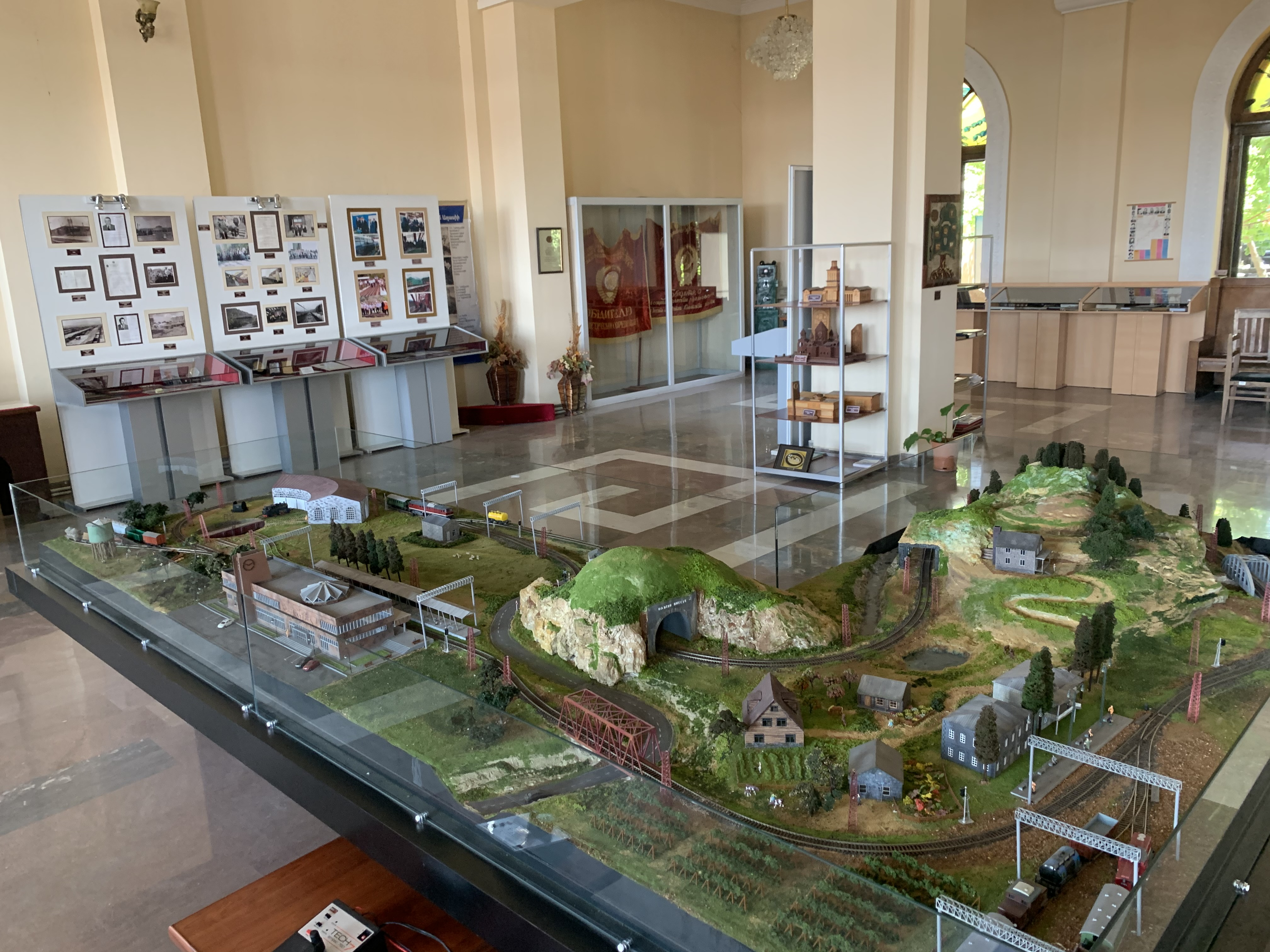
Modell einer armenischen Bahnstrecke
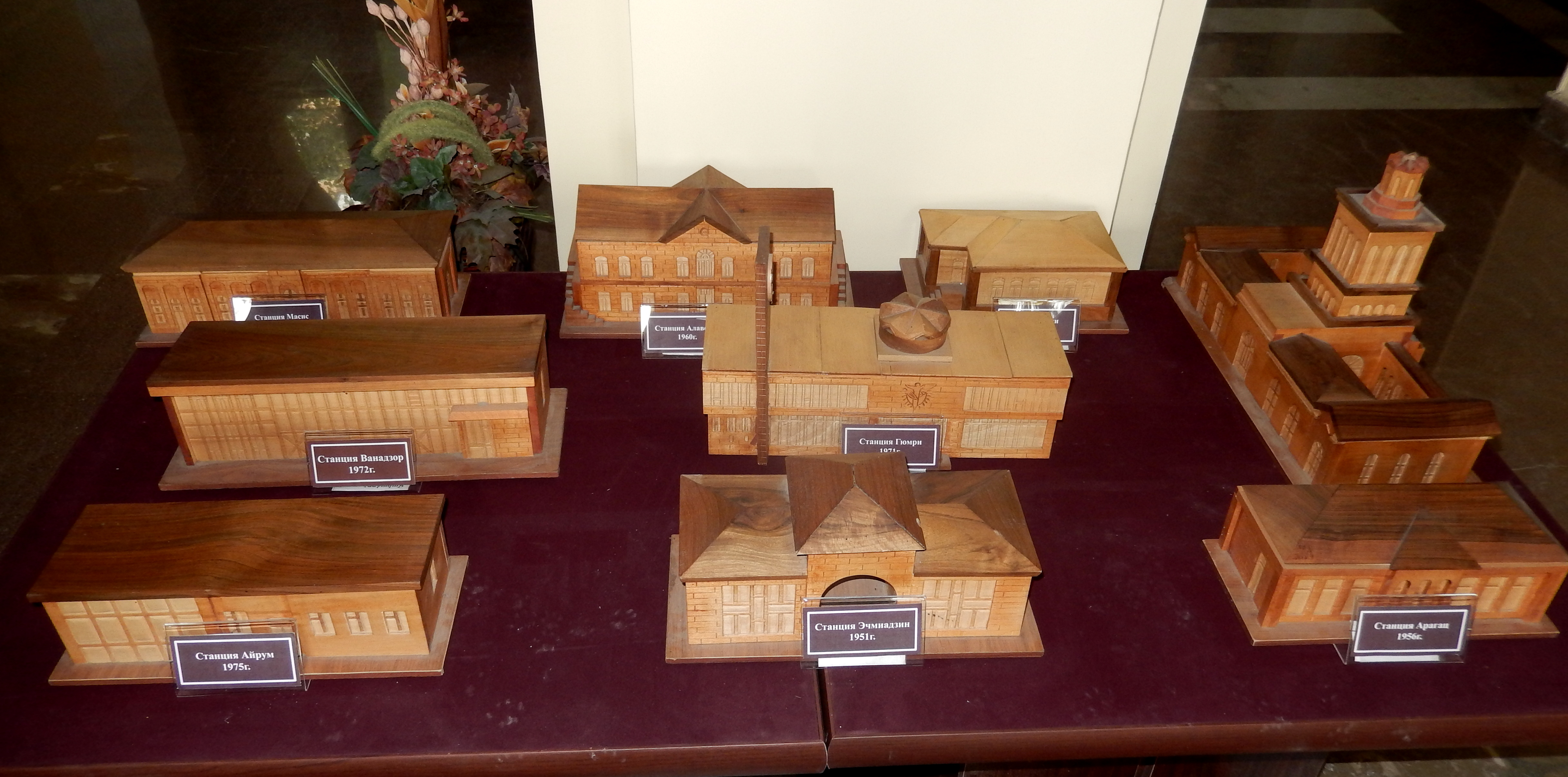
Modelle verschiedener Bahnhofsgebäude
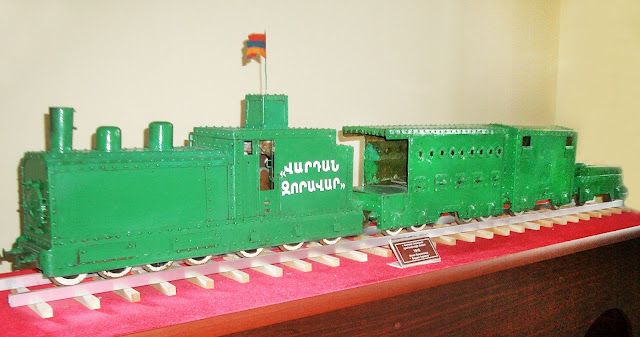
Modell des nach Wardan Mamikonjan benannten gepanzerten Zuges
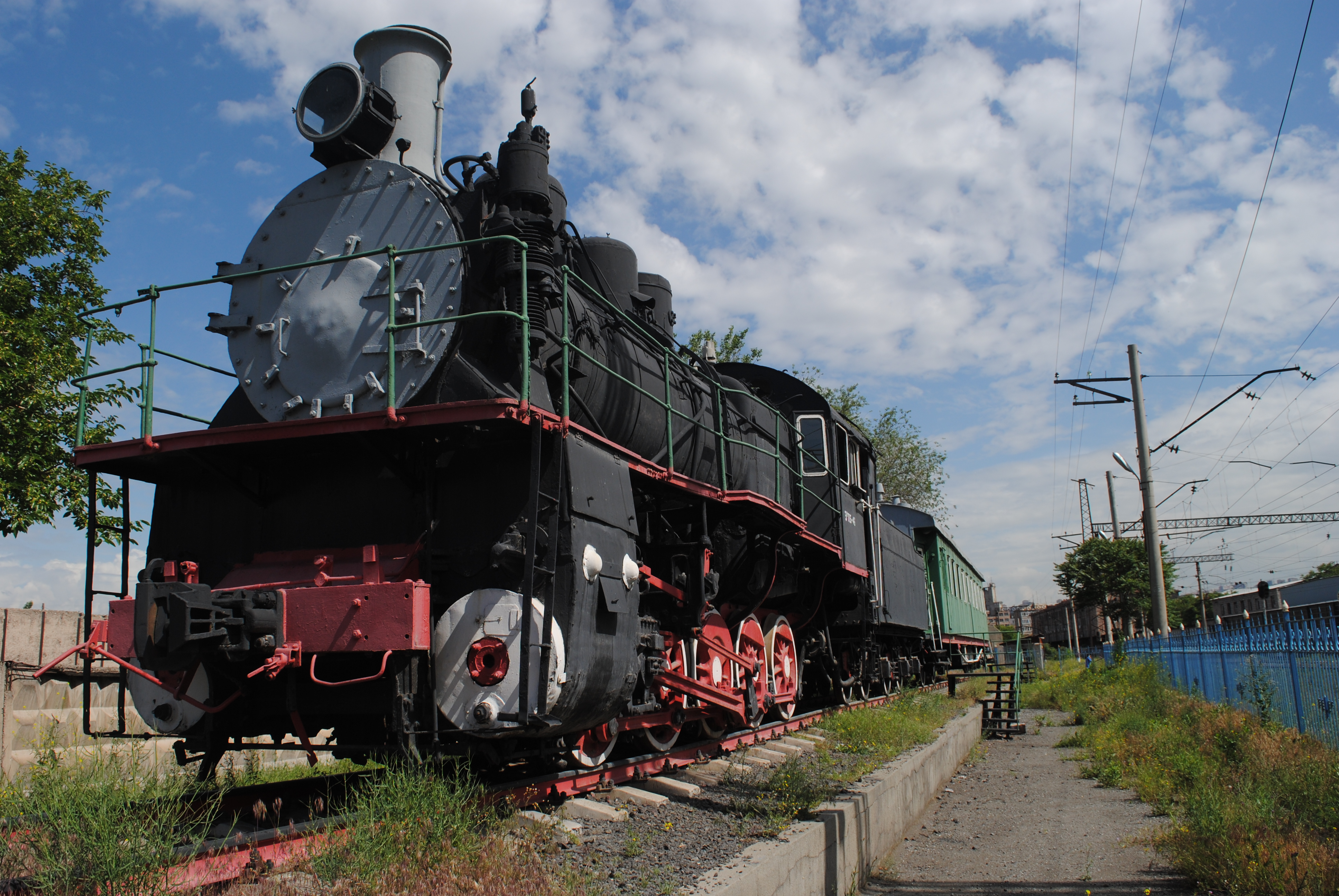
Lokomotive von 1930 im Außenbereich